# 第3回ブリーダーズゴールドカップ
1991年10月10日に札幌競馬場で開催された第3回ブリーダーズゴールドカップについて記述する。
- 馬齢は当時使用されていた旧表記（数え年）にて表記。

## 競走施行時の状況

### 中央・他地区招待馬
中央からは4頭が招待され、関西馬が3頭、関東馬は前年に引き続き1頭だけであった。
中央勢の筆頭はカミノクレッセ。2月の京都・橿原ステークス（1500万下）に勝ってオープン馬になり、内山正博とのコンビで中日新聞杯で重賞初挑戦したが、4着に終わった
。その後に1500万下に降級し、夏の北海道シリーズに参戦。6月のエルムステークスで南井克巳とのコンビで勝利を収め、オープン馬に復帰。このエルムステークスを境に南井がクレッセの主戦騎手を務めることになり、2度目の重賞挑戦となった札幌記念では、11番人気ながら1着のメジロパーマーと0.2秒差の3着となり、芝でも好勝負できることを示した。その後はタイムス杯、シーサイドステークスとダートのオープン戦を2連勝し、当日は1番人気であった。
マルブツスピーリアは1989年のウインターステークス勝ち馬。この年の夏には小倉競馬場開設60周年記念を岸滋彦で逃げ切り、今回は2度目の騎乗となる武豊が鞍上。武はブリーダーズゴールドカップ初参戦で、当日は種牡馬展示で来場していたオグリキャップに対面している。
プレジデントシチーは前年の第2回優勝馬
。雨の不良馬場をレコードで逃げ切り、当年は連覇を懸けての参戦。前年の同レースを最後に勝利から遠ざかっており、夏の北海道シリーズでは短距離に初挑戦。タイムス杯、シーサイドステークスではカミノクレッセに歯が立たなかった。
唯一の関東馬はタケデンマンゲツ。1989年12月の中山・市川ステークス（1400万下）でカリブソングの2着、1990年3月の中山・京葉ステークスでは前年のJRA賞最優秀ダートホースであるダイナレターの2着に入った。
地方他地区は第1回、第2回に引き続き笠松から1頭、初となる南関東から2頭、岩手から1頭が招待された。
地方勢筆頭は岩手・盛岡のスイフトセイダイ。4歳時にはダービーグランプリで佐賀のギオンアトラスの追い込みを凌いで岩手勢初制覇を達成し、南関東・大井に移籍。的場文男を鞍上にして出走することになった東京大賞典は単勝1番人気に支持されたが、第4コーナーで三冠牝馬ロジータに並びかけられるとそのまま突き放されて2着に敗れた。岩手に帰ると赤松杯、桂樹杯、みちのく大賞典、東北サラブレッド大賞典に勝利し、再び南関東・大井に移籍。桑島孝春が騎乗した第1回グランドチャンピオン2000でダイコウガルダンの2着、東京大賞典でも再びダイコウガルダンとの激しい叩き合いの結果クビ差敗れた。岩手復帰後はみちのく大賞典ではグレートホープとの一騎討ちとなり、長い写真判定の結果は同着となった。赤松杯、シアンモア記念ではグレートホープ以下を退け4連勝を挙げ、中央初挑戦のオールカマーは田中勝春騎乗で出走し2番人気に支持されるが、大井から遠征していたジョージモナーク以下に敗れ5着となり、初めて連対を外していた。
南関東・船橋のサクラスキーは条件戦4連勝中。デビューから10戦して8勝2着2回のパーフェクト連対で、意欲の格上挑戦が初遠征となった。鞍上は2度目の手綱となる「鉄人」佐々木竹見。
大井のアーデルジークは福島産馬。新馬戦から4回連続して2着し、青雲賞では3着同着と着実に階段を上った。羽田盃6着、東京ダービー8着。春の二冠馬アウトランセイコーの三冠達成に注目が集まった東京王冠賞を制し、2着、3着を繰り返していた中で18戦にして生涯初の勝ち星がクラシック三冠という大金星。古馬になったこの年は大井記念で生涯2勝目を重賞2勝目でマークし、今回が初遠征。
笠松のタイプスワローは東海大賞典、東海桜花賞を制していた。

### 地元馬
迎え撃つ地元勢の大将格はアウトランセイコー。ハイセイコー産駒の南関東二冠馬であるが、オールカマーは17着惨敗。東京王冠賞ではアーデルジークに三冠を阻止され、その後は低迷したため3歳時に所属していた北海道に復帰。6月の帯広オホーツク賞で1年ぶりに勝利し、ステイヤーズカップ・金杯2着。当日は3番人気であった。
3年連続挑戦のホロトマイケルは連覇を狙った赤レンガ記念が2着。
ブラックホラーは中央から転入し、赤レンガ記念でホロトマイケルを敗って重賞初制覇。
前年の2着馬タキノニシキは旭岳賞をレコード勝ちしていた。

## 出走馬と枠順
- 天候：曇、馬場状態：良

| 枠番 | 馬番 | 競走馬名           | 所属   | 性齢 | 斤量 | 騎手       | 調教師     | 人気 |
| ---- | ---- | ------------------ | ------ | ---- | ---- | ---------- | ---------- | ---- |
| 1    | 1    | ブラックホラー     | 北海道 | 牡6  | 56   | 廣森久雄   | 桑原義光   | 9    |
| 2    | 2    | カミノクレッセ     | JRA    | 牡5  | 56   | 南井克巳   | 工藤嘉見   | 1    |
| 3    | 3    | タキノニシキ       | 北海道 | 牡6  | 56   | 井上俊彦   | 後條悦平   | 11   |
| 4    | 4    | マルブツスピーリア | JRA    | 牡5  | 56   | 武豊       | 瀬戸口勉   | 4    |
| 5    | 5    | ホロトマイケル     | 北海道 | 牡7  | 55   | 佐々木一夫 | 黒川武     | 8    |
| 5    | 6    | アウトランセイコー | 北海道 | 牡5  | 56   | 松本隆宏   | 鈴木英二   | 3    |
| 6    | 7    | サクラスキー       | 船橋   | 牡5  | 56   | 佐々木竹見 | 川島正行   | 5    |
| 6    | 8    | プレジデントシチー | JRA    | 牡9  | 55   | 村本善之   | 中尾謙太郎 | 12   |
| 7    | 9    | スイフトセイダイ   | 岩手   | 牡6  | 56   | 小竹清一   | 城地藤男   | 2    |
| 7    | 10   | タイプスワロー     | 笠松   | 牡6  | 56   | 井上孝彦   | 荒川友司   | 6    |
| 8    | 11   | タケデンマンゲツ   | JRA    | 牡6  | 56   | 増沢末夫   | 元石孝昭   | 10   |
| 8    | 12   | アーデルジーク     | 大井   | 牡5  | 56   | 鈴木啓之   | 小筆昌     | 7    |

## 競走内容
スタートはブラックホラーが好ダッシュを決めるが、並ぶようにしてマルブツスピーリア、外側の方からサクラスキーが上がっていく。サクラスキーが先頭に立ち、更に外側の方からタイプスワローが早めに2番手に付けるが、一気に交わして今度はタケデンマンゲツが先頭を奪う。スイフトセイダイは外目を通り、内にブラックホラー、その間に入るようにマルブツスピーリア、更にその後方にアーデルジークが付け、並ぶようにしてカミノクレッセがいた。
満員のスタンド前では大きな歓声が沸くが、タケデンマンゲツ先頭、2番手サクラスキー、3番手ブラックホラー、外の方にスイフトセイダイとタイプスワローが付ける。更にそのすぐ後ろにまでカミノクレッセが上がっていき、この一団を見る形でアーデルジークが外目を通っていたが、アウトランセイコー・ホロトマイケル・タキノニシキの北海道勢は後方を追走。
第2コーナーをカーブして向正面の直線コースに出ていくと、タケデンマンゲツがリード1馬身半を守るが、2番手以下がかなり接近する。
3コーナーでは一杯になりながらもタケデンマンゲツが頑張っていたが、サクラスキーが並び、外の方からスイフトセイダイとタイプスワローが仕掛けていく。そのすぐ後ろからはカミノクレッセも追い込み体勢で進出を開始し、4番手に上がっていく。
直線ではタイプスワローとスイフトセイダイが先頭争いになるはずが、外に持ち出してカミノクレッセがあっという間に交わし、後続馬を10馬身以上の大差を付けて離した。独走で優勝ゴールを駆け抜け、スイフトセイダイが地方勢最先着の2着に踏ん張った。
地元勢ではスタートから後方に置かれながらも、首を上げながら追い出したタキノニシキが最先着の3着に入り、スイフトセイダイと先頭争いを繰り広げるはずであったタイプスワローは4着、連覇を狙ったプレジデントシチーは5着。
アーデルジークは武豊騎乗のマルブツスピーリアに先着の7着、アウトランセイコー9着、サクラスキーは初遠征で格上挑戦の壁は厚く11着、果敢に逃げて見せ場を作ったタケデンマンゲツ殿負け。

## 競走結果
| 着順 | 枠番 | 馬番 | 競走馬名           | タイム | 着差      | 人気 |
| ---- | ---- | ---- | ------------------ | ------ | --------- | ---- |
| 1    | 2    | 2    | カミノクレッセ     | 2:32.0 |           | 1    |
| 2    | 7    | 9    | スイフトセイダイ   | 2:34.1 | 大差      | 2    |
| 3    | 3    | 3    | タキノニシキ       | 2:34.3 | 1馬身     | 11   |
| 4    | 7    | 10   | タイプスワロー     | 2:34.5 | 1.1/2馬身 | 6    |
| 5    | 6    | 8    | プレジデントシチー | 2:34.8 | 1.1/2馬身 | 12   |
| 6    | 5    | 5    | ホロトマイケル     | 2:34.9 | 1/2馬身   | 8    |
| 7    | 8    | 12   | アーデルジーク     | 2:35.5 | 3馬身     | 7    |
| 8    | 4    | 4    | マルブツスピーリア | 2:35.8 | 1.1/2馬身 | 4    |
| 9    | 5    | 6    | アウトランセイコー | 2:36.1 | 1.1/2馬身 | 3    |
| 10   | 1    | 1    | ブラックホラー     | 2:36.7 | 3馬身     | 9    |
| 11   | 6    | 7    | サクラスキー       | 2:36.9 | 1.1/2馬身 | 5    |
| 12   | 8    | 11   | タケデンマンゲツ   | 2:37.7 | 4馬身     | 10   |

### 配当(払戻金)
| 単勝     | 2     | 230円 |
| 複勝     | 2     | 120円 |
| 複勝     | 9     | 130円 |
| 複勝     | 3     | 430円 |
| 連勝複式 | 2 - 7 | 280円 |

## エピソード
- 第3回ブリーダーズゴールドカップが行われた日の売り上げは11億987万9300円を記録し、1日の売上げレコードとなったが、2020年7月2日の門別で11億3944万5570円を記録するまで29年間も破られなかった[24]。